# Marian Łącz
 (novembre 2021).
Marian Mikołaj Łącz est un footballeur international, acteur de théâtre et de cinéma né le 5 décembre 1921 à Rzeszów et mort le 2 août 1984 à Varsovie.

## Biographie
Marian Łącz est né le 5 décembre 1921 à Rzeszów, en Pologne.
Il commence sa carrière sportive en 1936 dans le club Resovia Rzeszów,. Il occupe d'abord le poste de gardien de but, puis celui d'attaquant. 
Pendant l'occupation, il participe à des matchs de football secrets. Il est alors joueur dans le club de Sokół Rzeszów,. 
À la fin de la guerre, il devient un joueur de Baltia Gdańsk,. 
Après que le club a changé de nom, il résilie son contrat et devient un joueur du ŁKS Łódź,. Au cours de la saison 1948, il marque 17 buts. Un an plus tard, il devient co-meilleur buteur avec 18 réalisation. 
En 1949, il fait sa première apparition avec l'équipe nationale polonaise contre la Roumanie.
Il déménage ensuite à Varsovie et devient un joueur du Polonia Warszawa.
Tout en jouant pour les ŁKS, il étudie à l'École supérieure de théâtre. En 1950, il est diplômé de l'Académie de théâtre Alexandre-Zelwerowicz de Varsovie. Il joue au Théâtre de l'Armée polonaise à Łódź (1948-1949) et au Théâtre polonais de Varsovie (1949-1981).
En 1956, il met fin à sa carrière de footballeur.
Père de l'actrice Laura Łącz, il est enterré dans la tombe familiale au cimetière de Powązki à Varsovie (parcelle 105-2-18).

## Filmographie
- 1956 : Cień : Stefan
- 1956 : Zemsta : maçon
- 1959 : Lotna : caporal
- 1962 : Zerwany most : officier de liaison du commandement de la compagnie
- 1962 : Gangsterzy i filantropi : milicien
- 1963 : Skąpani w ogniu : sergent Tomala
- 1964 : Barwy walki : partisan de l'Armée populaire
- 1964 : Spotkanie ze szpiegiem : chauffeur de bus
- 1965 : Święta woda : Zakrzewski, entraîneur du Sparta
- 1965 : Podziemny front : barman dans un casino (épisode 1)
- 1968 : Kierunek Berlin : sergent de peloton Walasek
- 1969 : Ostatnie dni : sergent Walasek
- 1970 : Przygody psa Cywila : agent de dressage de chiens (épisode 2)
- 1970 : Wakacje z duchami : policier gardant un château (épisode 7)
- 1974 : Janosik : voleur slovaque
- 1974 : Zwycięstwo : sergent de peloton Walasek
- 1976 : Brunet wieczorową porą : Andrzej, un agent de billetterie dans un cinéma
- 1976 : Polskie drogi : lanceur Iwaniuk (épisode 1)
- 1977 : Lalka : soldat en Hongrie
- 1977 : Kochaj albo rzuć : organisateur des funérailles de John Pawlak
- 1977 : Dziewczyna i chłopak : garde-chasse (épisodes 4-6)
- 1978 : Co mi zrobisz, jak mnie złapiesz : ouvrier paysan à la gare.
- 1978 : Zielona miłość : ouvrier, subordonné de Karol
- 1978 : Ślad na ziemi : ouvrier dans un ascenseur
- 1980 : Dom : monsieur Misiek, employé d'un club de football
- 1980 : Grzeszny żywot Franciszka Buły : Ficek, le roi de la fosse.
- 1981 : Miś : collecteur d'impôts
- 1981 : Białe Tango : père de Teresa (épisode 3)
- 1982 : Popielec : Krzemień
- 1983 : Alternatywy 4 : Władysław Matraczak, le voisin de Balcerek à Praga
- 1984 : Pan na Żuławach : paysan d'au-delà de la rivière Bug (épisode 1)